# Новокаин (филм из 2025)
Новокаин (енгл. Novocaine) амерички је акциони филм из 2025. у режији Дена Берка и Роберта Олсена, по сценарију Ларса Џејкобсона. Радња прати Нејтана Кејна (Џек Квејд), службеника банке који покушава да спасе своју колегиницу (Амбер Мидтандер) након што је група пљачкаша банке узима као таоца.
Приказан је 14. марта 2025. у САД, односно 20. марта 2025. у Србији. Добио је позитивне рецензије критичара, који су посебно похвалили Квејда. Зарадио је преко 30 милиона долара, у односу на буџет од 18 милиона долара.

## Радња
Када киднапују девојку његових снова, један, наизглед, сасвим обичан Нејтан, своју немогућност да осети бол претвара у неочекивану предност током борбе за њен повратак.

## Улоге
| Глумац          | Улога          |
| --------------- | -------------- |
| Џек Квејд       | Нејтан Кејн    |
| Амбер Мидтандер | Шери Маргрејв  |
| Реј Николсон    | Сајмон Гринли  |
| Џејкоб Баталон  | Роско Диксон   |
| Бети Гејбријел  | Минси Лангстон |
| Мет Волш        | Колтрејн Дафи  |
| Конрад Кемп     | Андре Кларк    |
| Еван Хенгст     | Бен Кларк      |
| Крејг Џексон    | Најџел         |
| Лу Бети Млађи   | Ерл            |
| Гарт Колинс     | Зено           |